# DJ 클래지
클래지(본명: 김성훈, 1974년 11월 15일 ~ )는 대한민국의 작곡가이자, 디스크자키이며, 혼성 그룹 클래지콰이의 리더이다. 현재 소속사는 플럭서스 뮤직이다. 대한민국에서 데뷔하기 전부터 캐나다에 거주하면서 자신의 웹사이트에 직접 작곡한 곡을 업로드하였고, 이 곡들이 서울특별시 강남구 일대의 클럽에서 인기를 얻으면서 2004년에 대한민국에서 클래지콰이의 첫 번째 정규 앨범 《Instant Pig》로 데뷔하였다. 클래지콰이의 앨범의 프로듀싱, 앨범에 수록된 곡들의 작곡과 작사를 담당하고 있으나 방송에는 거의 출연하지 않고 있다.

## 음반 목록

### 클래지콰이

#### 정규 음반
| 차례 | 제목                      | 발매일          |
| ---- | ------------------------- | --------------- |
| 1집  | Instant Pig               | 2004년 5월 14일 |
| 2집  | Color Your Soul           | 2005년 9월 12일 |
| 3집  | Love Child of the Century | 2007년 6월 7일  |
| 4집  | Mucho Punk                | 2009년 7월 14일 |
| 5집  | Blessed                   | 2013년 2월 5일  |
| 6집  | Blink                     | 2014년 9월 18일 |
| 7집  | Travellers                | 2016년 9월 20일 |

#### 리믹스 음반
| 차례  | 제목            | 발매일           |
| ----- | --------------- | ---------------- |
| 1.5집 | ZBAM            | 2004년 11월 25일 |
| 2.5집 | PINCH YOUR SOUL | 2006년 3월 14일  |
| 3.5집 | Robotica        | 2007년 12월 4일  |
| 4.5집 | Mucho Beat      | 2009년 11월 26일 |

### 솔로
| 차례 | 제목   | 발매일          |
| ---- | ------ | --------------- |
| 1집  | Infant | 2012년 1월 17일 |